# Johnny Orlando
John Vincent Orlando, plus connu sous le nom de Johnny Orlando, est un auteur-compositeur-interprète, acteur et chanteur canadien, né le 24 janvier 2003 à Mississauga en Ontario.

## Biographie

### Carrière
En décembre 2011, Johnny Orlando lance sa chaîne YouTube nommée « JohnnyOsings ». C'est grâce à une reprise de Mistletoe, réalisée avec sa sœur Darian, vue plus de 100 000 fois en un mois, que Johnny se fait connaître. Sa sœur et lui continuent, par ailleurs, à publier des reprises d'artistes musicaux tels que Justin Bieber, Shawn Mendes, Taylor Swift, Austin Mahone ou encore Selena Gomez.
Le premier extended play du Canadien, VXIIXI, sort en 2015.
En mai 2018, il signe un contrat avec Universal Music Canada, avec qui il sort ses tout premiers singles. Dans la même année, fait partie de la série web Total Eclipse, produit par la chaîne Youtube Brat, où il joue l'un des personnages titulaire Sam Parker.
Le 15 mars 2019, il sort son second extended play, Teenage Fever. Durant la même année, il est nommé au prix Juno, remporte un MTV Europe Music Awards et réalise deux tournées, dont la seconde comme tête d'affiche qui commence le 29 avril 2019 à Chicago et se termine le 22 mai 2019 à Vancouver.
Un troisième extended play, It’s never really over, sort le 23 octobre 2020. Ses titres se nomment : Bad news, Flaws, Adelaide, EWY, Phobias et See you.
Après une absence des plateaux de télévisions d’au moins dix mois, Johnny Orlando était l’un des invités du variété québécois Star Académie le 28 février 2021. À peine âgé de 18 ans, il y a, entre autres, interprété sa chanson à succès Everybody Wants You.
Début 2021, Johnny annonce que la production de son premier album est en court. Il sort par la suite son single "You're just drunk” le 29 Octobre 2021. Son album sortira le 19 août 2022, se nommera “all the things that could go wrong” et comprendra un total de 12 titres, dont "Someone will love you better", "Blur" ou encore "Fun out of it". Quelques semaines plus tard, il sort une extension de son album comprenant 3 titres supplémentaires.

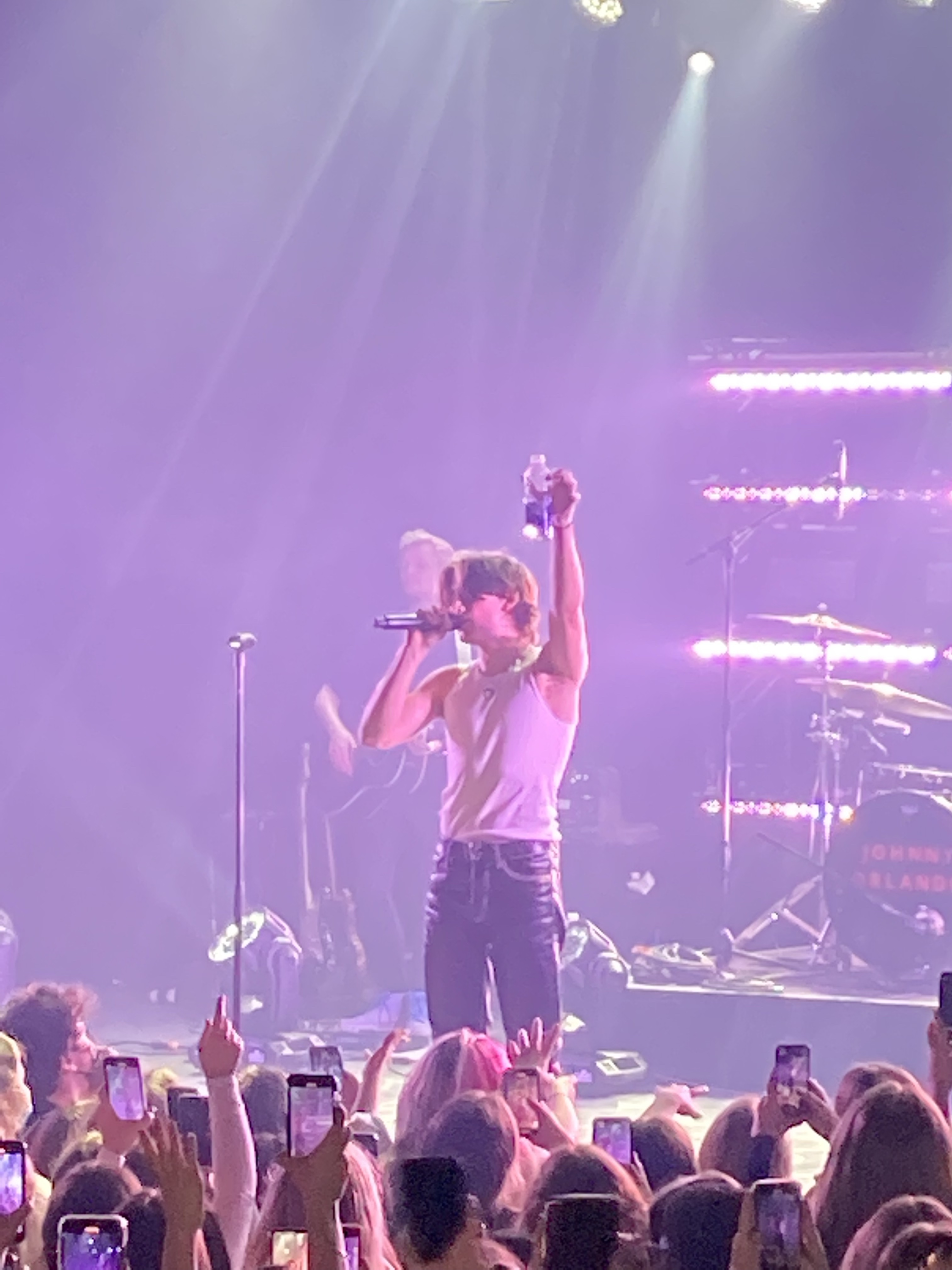
Johnny Orlando lors de son spectacle au Théâtre Corona à Montréal le 29 avril 2022.

### Influences
Les premières inspirations du chanteur sont issues de Justin Bieber et de Shawn Mendes. Cependant, il admire aussi des artistes tels que Billie Eilish, Drake, The Weeknd, Alessia Cara et d'autres chanteurs canadiens. Lors d'une entrevue avec Beyond the Stage Magazine, Johnny Orlando se remémore les moments passés à écouter de la vieille musique, comme du Pearl Jam et de l'Otis Redding, avec son père. Lors de cette même entrevue, le chanteur explique que le mélange d'influences de vieux artistes et d'artistes modernes a contribué à faire de ses compositions ce qu'elles sont aujourd'hui.

## Discographie

### Singles
- Summertime (3 Août 2012)

- Never Give Up (13 Février 2013)
- Replay (24 Juillet 2013)
- Found My Girl (6 Juillet 2014)
- Let Go (17 Juin 2016)
- Day & Night (Avec Mackenzie Ziegler) (17 Novembre 2016)
- Christmas Fever (Avec Bars & Melody) (1 Janvier 2017)
- Missing You (24 Janvier 2017)
- Everything (23 Juin 2017)
- Big Like You (8 Septembre 2017)
- The Most (31 Octobre 2017)
- Thinking About You (8 Décembre 2017)
- We Change The World (Avec Raina Harten) (23 Décembre 2017)
- What If (I Told You I Like You) (Avec Mackenzie Ziegler) (18 Mai 2018)
- Keep On Trying (Avec Sylwia Przybysz) (16 Août 2018)
- Last Summer (19 Septembre 2018)
- Sleep (15 Février 2019)
- All These Parties (20 Septembre 2019)
- Mistletoe (Justin Bieber Cover) (29 Novembre 2019)
- Phobias (21 Février 2020)
- See You (15 Avril 2020)
- Lean On Me (Avec ArtistsCAN) (28 Avril 2020)
- Everybody Wants you (10 Septembre 2020)
- Last Christmas (Wham Cover) (17 Novembre 2020)
- I Don't (Avec DVBBS) (24 Mars 2021)
- Daydream (11 Août 2021)
- It's Alright (17 Septembre 2021)
- You're Just Drunk (29 Octobre 2021)
- Someone Will Love You Better (22 Avril 2022)
- Blur (3 Juin 2022)
- Leave The Light On (15 Juillet 2022)
- Coping (1621) (15 Août 2022)
- Fun Out Of It (18 Août 2022)
- When I'm Gone (26 Mai 2023)
- Anywhere With You (23 Juin 2023)
- Wait For You (12 Avril 2024)
- Untouched (Avec Toby Gad) (3 Mai 2024)
- Temptation (15 Novembre 2024)
- Famous (28 Février 2025)